# Maison Turquet
Pour les articles homonymes, voir Turquet.
La maison Turquet est une maison remarquable de l'île de La Réunion, département d'outre-mer français dans le sud-ouest de l'océan Indien. Située dans le centre-ville de Saint-Denis au 40, rue Roland-Garros, elle est inscrite aux Monuments historiques depuis le 26 janvier 2012.